# Ducati Desmosedici
Die Ducati Desmosedici ist ein Rennmotorrad des italienischen Herstellers Ducati in der MotoGP-Klasse. Die Desmosedici wurde entsprechend der jeweiligen Saison seit 2003 jeweils mit den Bezeichnungen GP und dann der Jahreszahl versehen.

## Technische Modell-Spezifikationen

### Ducati Desmosedici GP3
Die 2002 der Öffentlichkeit vorgestellte Maschine debütierte 2003, ein Jahr nach Einführung des neuen Viertakter-Reglements im MotoGP. Um in der Königsklasse des Motorradsportes wettbewerbsfähig sein zu können, wurde erstmals auf das klassische L2-Zylinder-Konzept zu Gunsten eines drehfreudigeren und damit leistungsfähigeren V4-Zylinders verzichtet. Allerdings blieben die Konstrukteure um Gianluigi Mengoli (techn. Direktor Ducati Corse) der alten Ducati-Tradition treu und konstruierten, vereinfacht beschrieben, einen doppelten V2-Zylinder-Motor mit 16 desmodromisch betätigten Ventilen (daher auch der Name, sedici, it. sechzehn). Die Zylinder zündeten bis 2006 in einer asymmetrischen Zündfolge, von Ducati Twin Pulse und später Big Bang/Long Bang genannt. Dies sollte jeweils Vorteile in der Fahrbarkeit der Maschine und im Reifenverschleiß bringen.

### Ducati Desmosedici GP6
Die GP6 aus der Saison 2006 wurde (leicht verändert) als straßenzugelassene, limitierte Kleinserie aufgelegt. Insgesamt gab es von der Desmosedici RR 1500 Exemplare.

### Ducati Desmosedici GP7
Für die Saison 2007 wurde das Motorrad an das geänderte Reglement angepasst. Der Hubraum wurde von 990 auf 800 cm³ reduziert. Gleichzeitig wechselte Ducati von der Big-Bang- bzw. Long-Bang- auf die konventionelle V4-Zündfolge. Der Motor ist als volltragendes Element ins Fahrwerk integriert, so dass der Ducati-typische Gitterrohrrahmen aus Chrom-Molybdän-Stahl sehr kompakt und leicht ausfallen kann.

### Ducati Desmosedici GP12
Das Ducati-Werksteam setzte in der Motorrad-Weltmeisterschaft 2012 zwei Ducati Desmosedici GP12 ein. Je eine weitere Maschine wurde vom Ducati-Kundenteam Pramac Racing Team und Cardion AB Motoracing eingesetzt.

## Renneinsätze
In der Motorrad-Weltmeisterschaft 2003 konnte Ducati-Werksfahrer Loris Capirossi mit der GP3 den ersten Grand-Prix-Sieg beim Großen Preis von Katalonien auf dem Circuit de Catalunya feiern. Am Saisonende belegte man den zweiten Platz in der Konstrukteurswertung. 2004 lief schlechter als die Debütsaison. Ducati hatte die Leistung der GP4 über den Winter um 30 PS steigern können, was aber die Fahrbarkeit enorm leiden und die Saison somit zum Desaster werden ließ. 2005 gewann Loris Capirossi auf der Desmosedici GP5 die Grands Prix von Japan (in Motegi) und Malaysia (in Sepang).
2006 siegte Capirossi mit der Desmosedici GP6 bei den Grand Prix von Spanien in Jerez, den Großen Preis von Tschechien in Brünn und wiederum in Japan. Ersatzfahrer Troy Bayliss gewann beim Saisonfinale den Grand Prix von Valencia auf dem Circuit Ricardo Tormo vor seinem Teamgefährten Loris Capirossi. In der Fahrerwertung belegte Capirossi den dritten Gesamtrang, auch in der Konstrukteurswertung sicherte sich Ducati Rang drei.
2007 wurde Casey Stoner mit der GP7 mit 367 Punkten Weltmeister. Teamkollege Loris Capirossi wurde mit 166 Punkten Siebenter der Fahrerwertung. Auch den Konstrukteursweltmeistertitel konnte sich Ducati in dieser Saison sichern. 2008 wurde Casey Stoner mit der GP8, trotz sieben Siegen und elf Podestplätzen, nur Vizemeister hinter Valentino Rossi auf Yamaha. In der Konstrukteurswertung belegte das Team den zweiten Rang.
2009 lief es mit der Desmosedici GP9 weniger gut. Am Ende standen vier Siege und insgesamt neun Podiumsplätze zu Buche. Auch in der Saison 2010 lief es für das Team nicht nach Wunsch. Mit drei Siegen und insgesamt zehn Podiumsplätzen blieb man hinter den Erwartungen zurück. Ähnlich wie in der Vorsaison hatten die Fahrer immer wieder Sorgen mit dem Gefühl zum Vorderrad. Die GP10 war in puncto Fahrbarkeit wie schon im Jahr zuvor der Yamaha YZR-M1 unterlegen.
2011 konnten die Werkspiloten Rossi und Nicky Hayden mit der GP11 nur zwei dritte Plätze einfahren. Das Team fiel mit 180 Weltmeisterschaftspunkten in der Konstrukteurswertung hinter Honda und Yamaha auf den dritten Rang ab. 2012 lief es für Ducati nicht besser. Mit nur zwei zweiten Plätzen wurde das Team mit 192 Punkten Dritter der Gesamtwertung.
2013 traten die Werkspiloten Andrea Dovizioso und Nicky Hayden für das Ducati-Werksteam an. Ebenfalls setzte das Team Pramac Racing mit Andrea Iannone und Ben Spies eine GP13 ein. Kein Ducati-Pilot konnte einen Podestplatz erringen. Wieder wurde das Team Dritter, diesmal mit 155 Punkten.

## Bilder

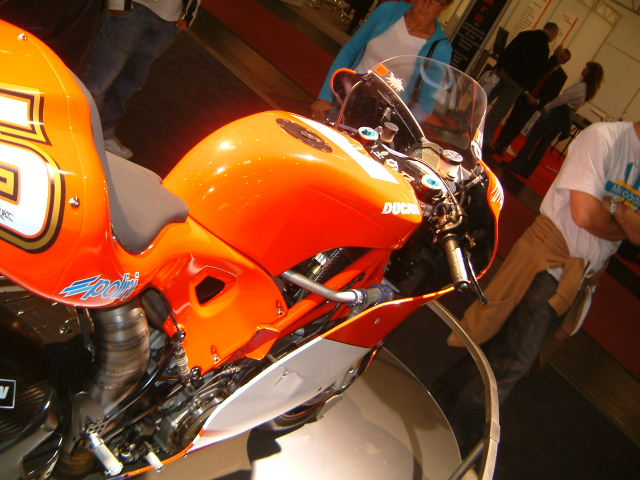
Desmosedici GP3 Seitenansicht
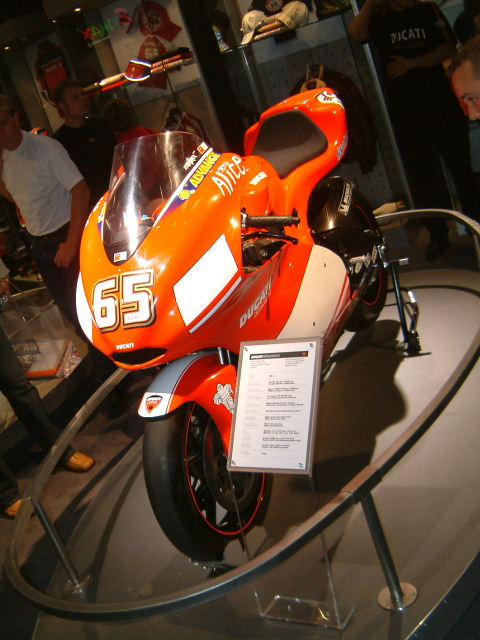
Desmosedici GP3 Vorderansicht
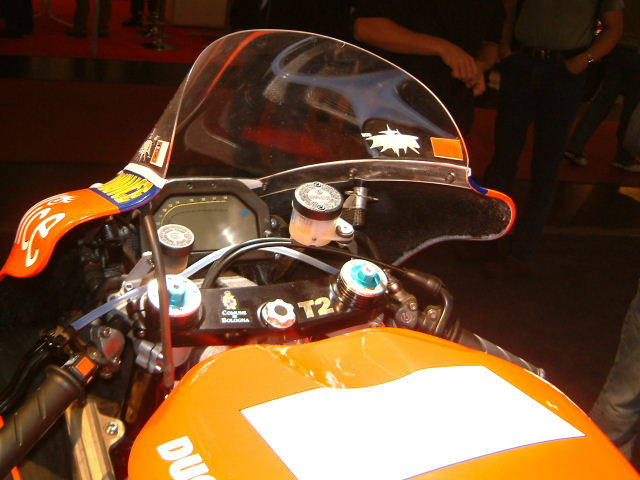
Desmosedici GP3 Cockpit

### Evolution der Desmosedici

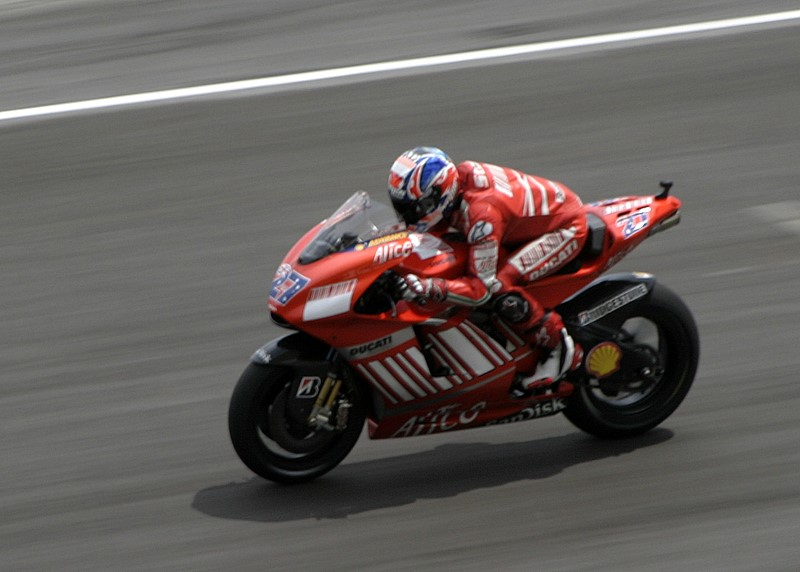
Desmosedici GP7 von Casey Stoner
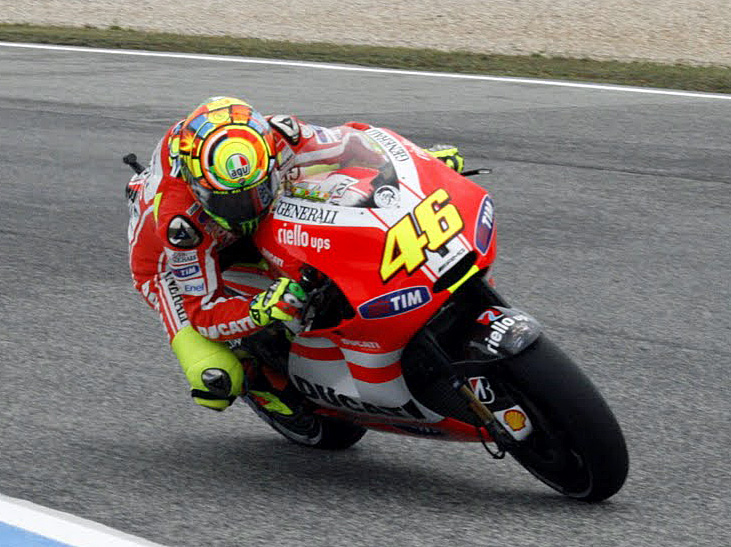
Desmosedici GP11 von Valentino Rossi
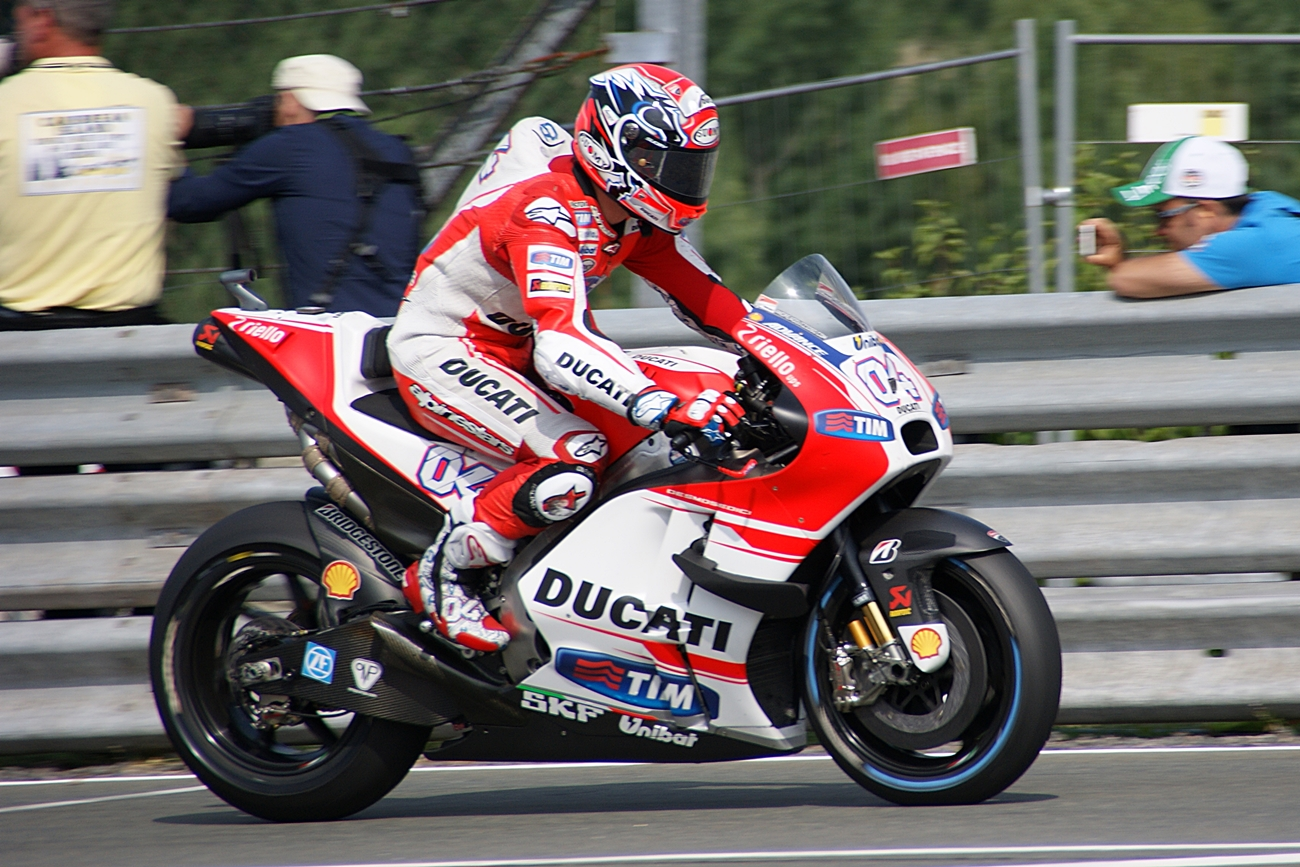
Desmosedici GP15 von Andrea Dovizioso
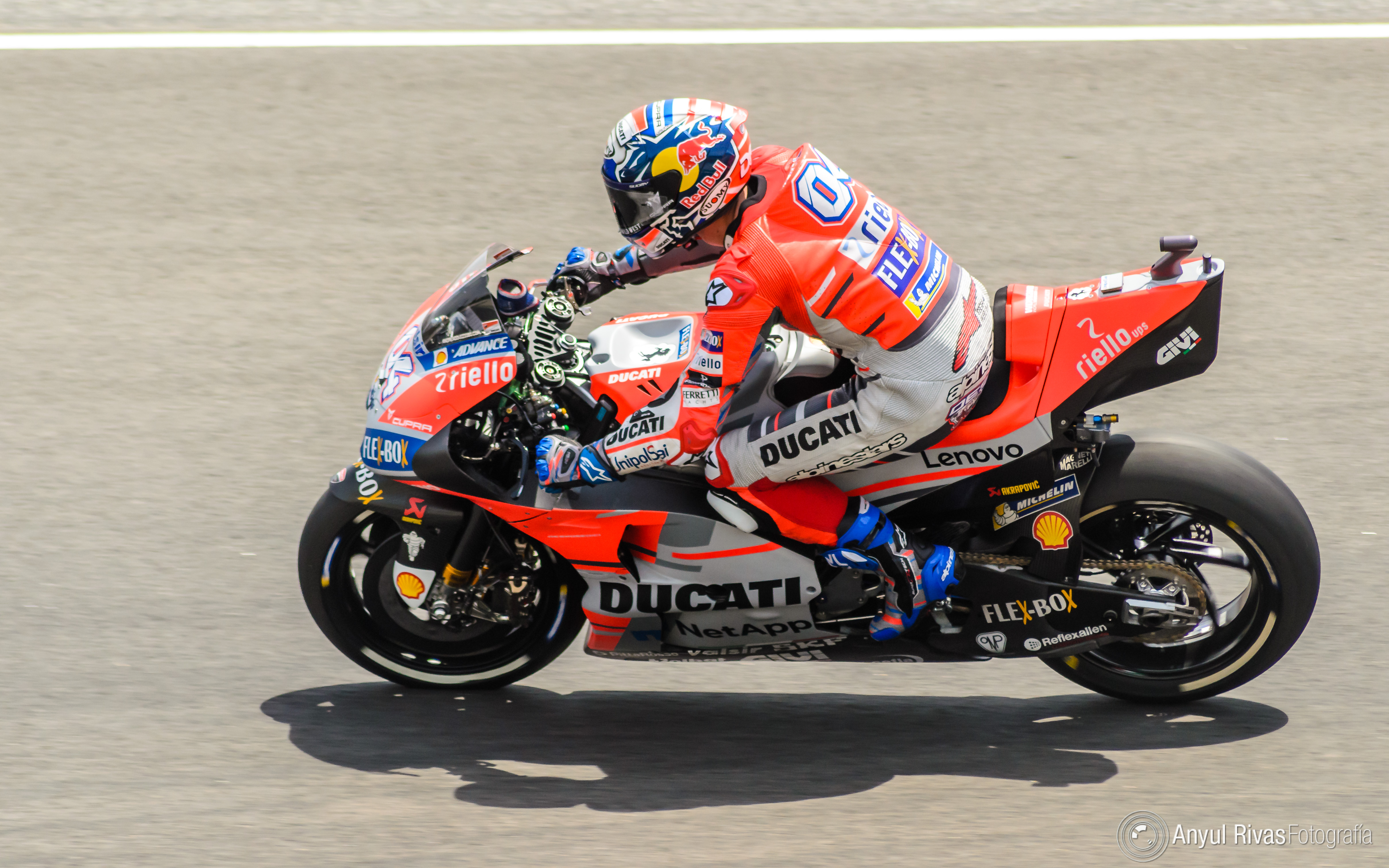
Desmosedici GP18 von Andrea Dovizioso
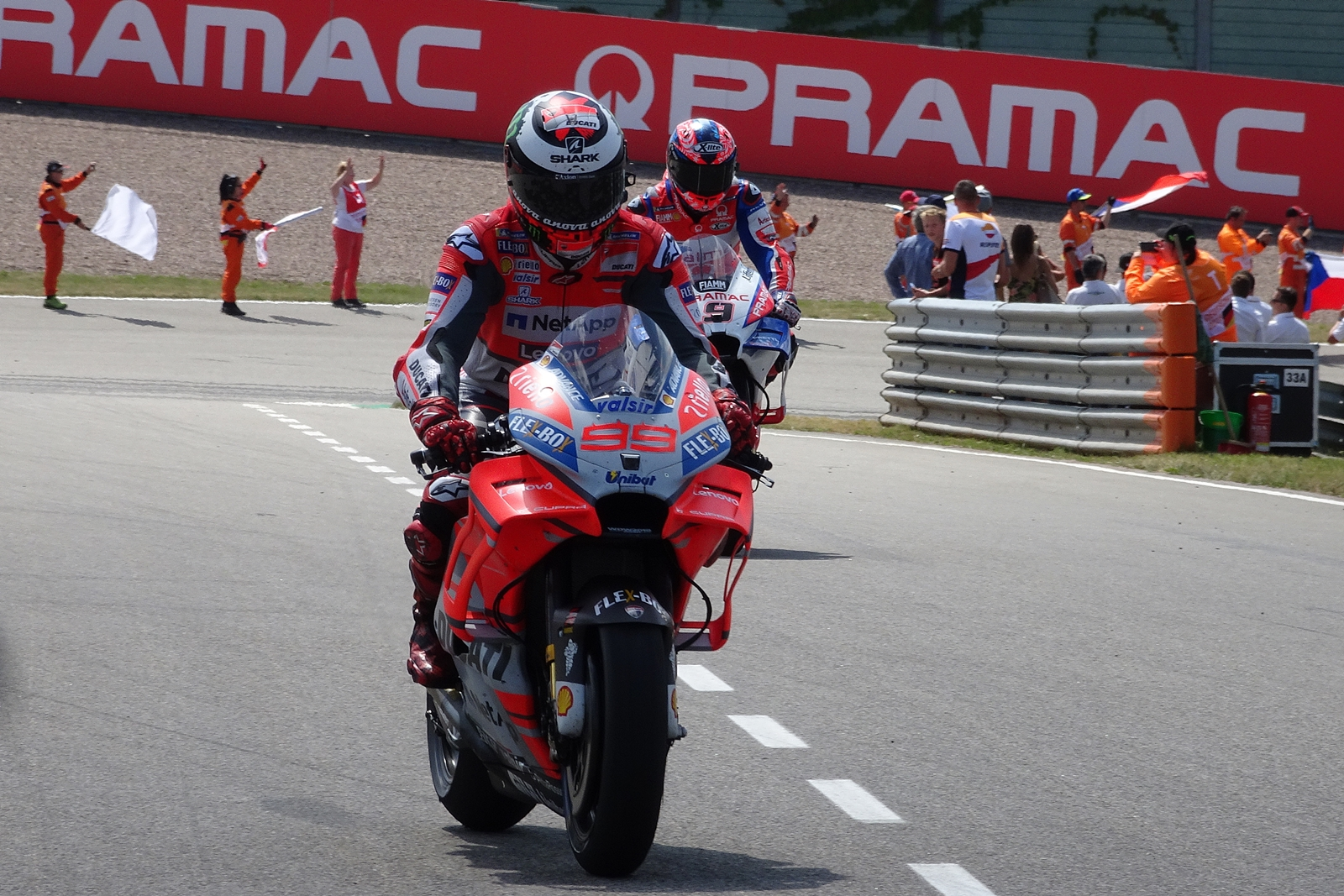
Desmosedici GP18 von Jorge Lorenzo
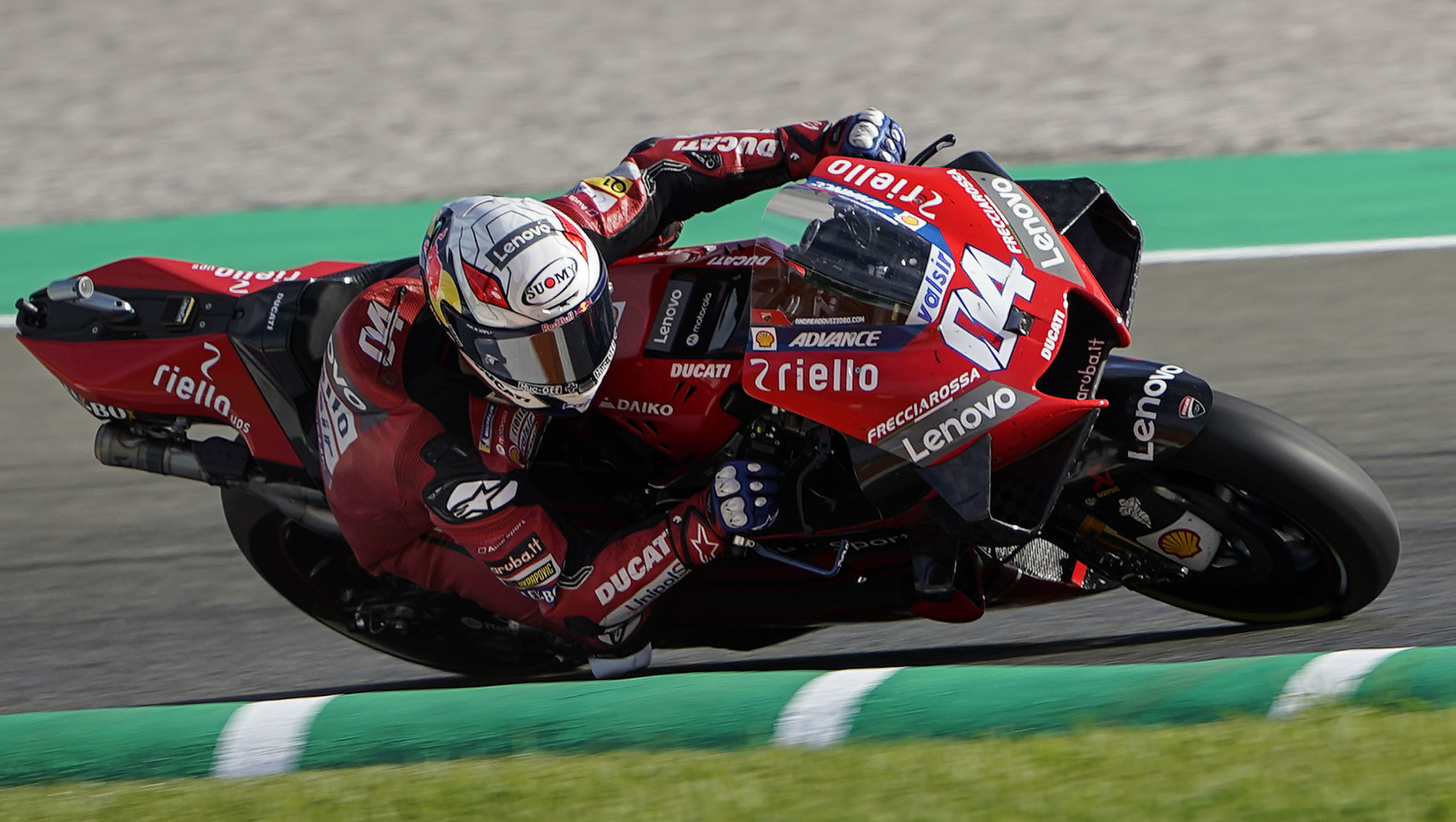
Demsosedici GP20 von Andrea Dovizioso
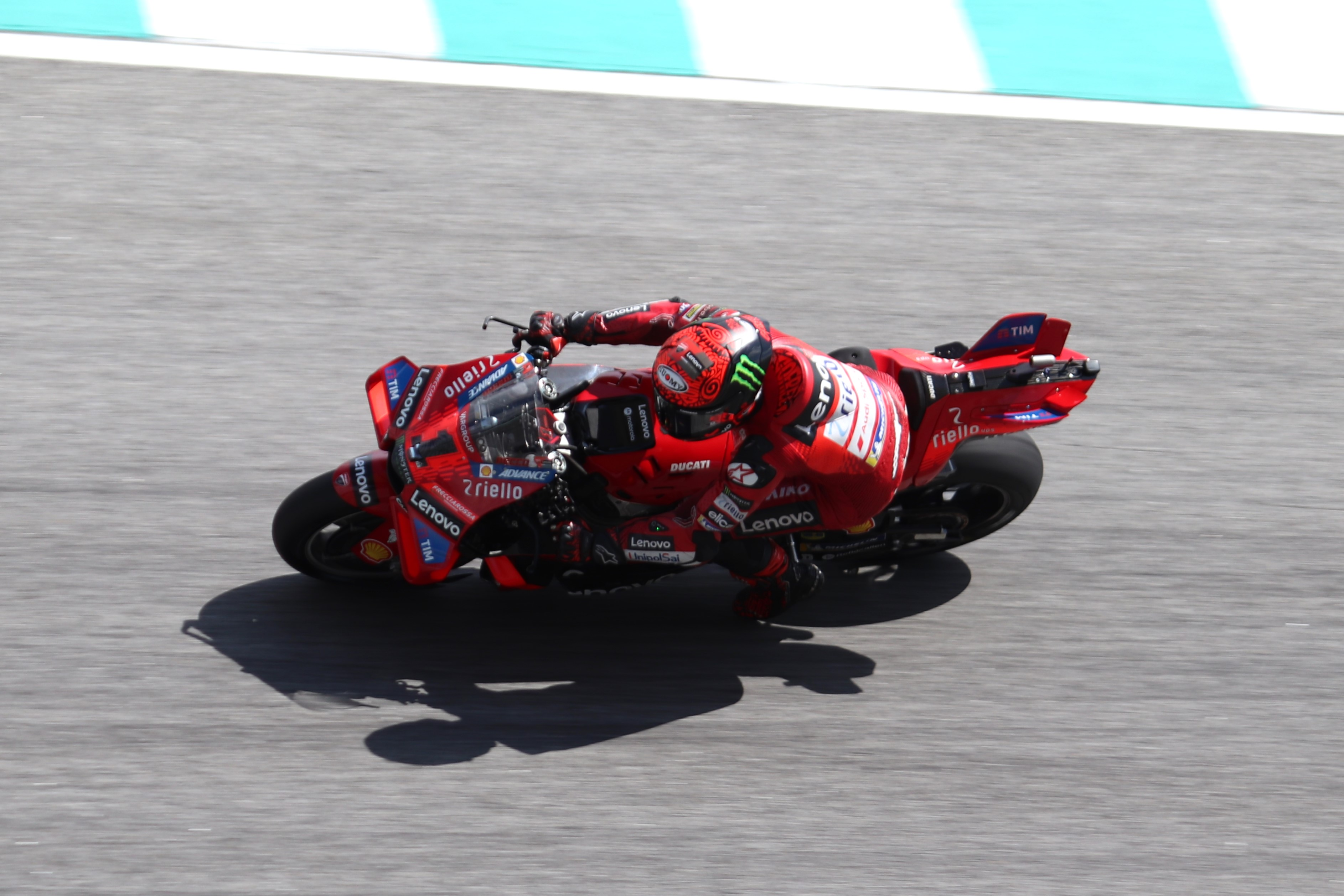
Desmosedici GP24 von Francesco Bagnaia
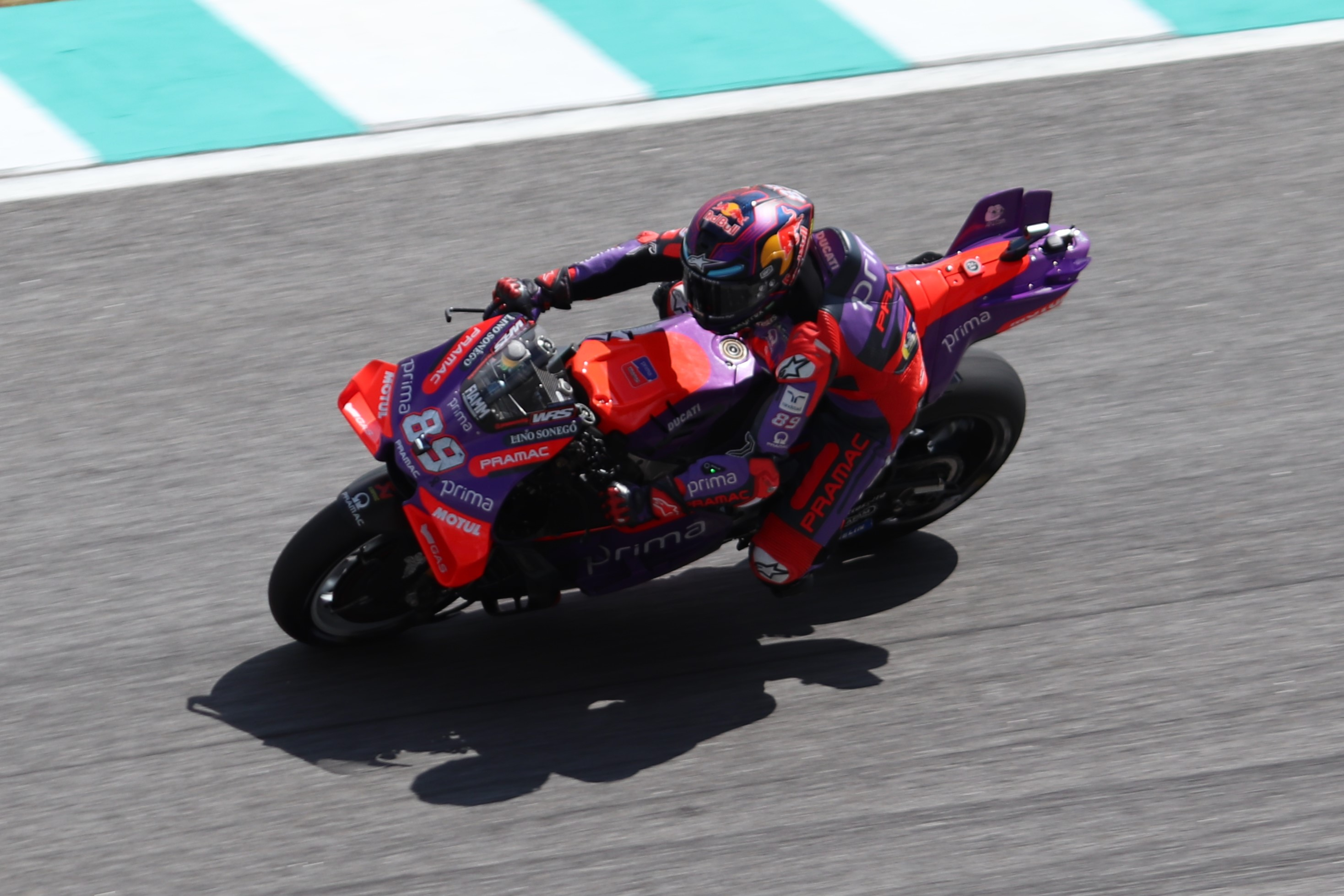
Desmosedici GP24 von Jorge Martin
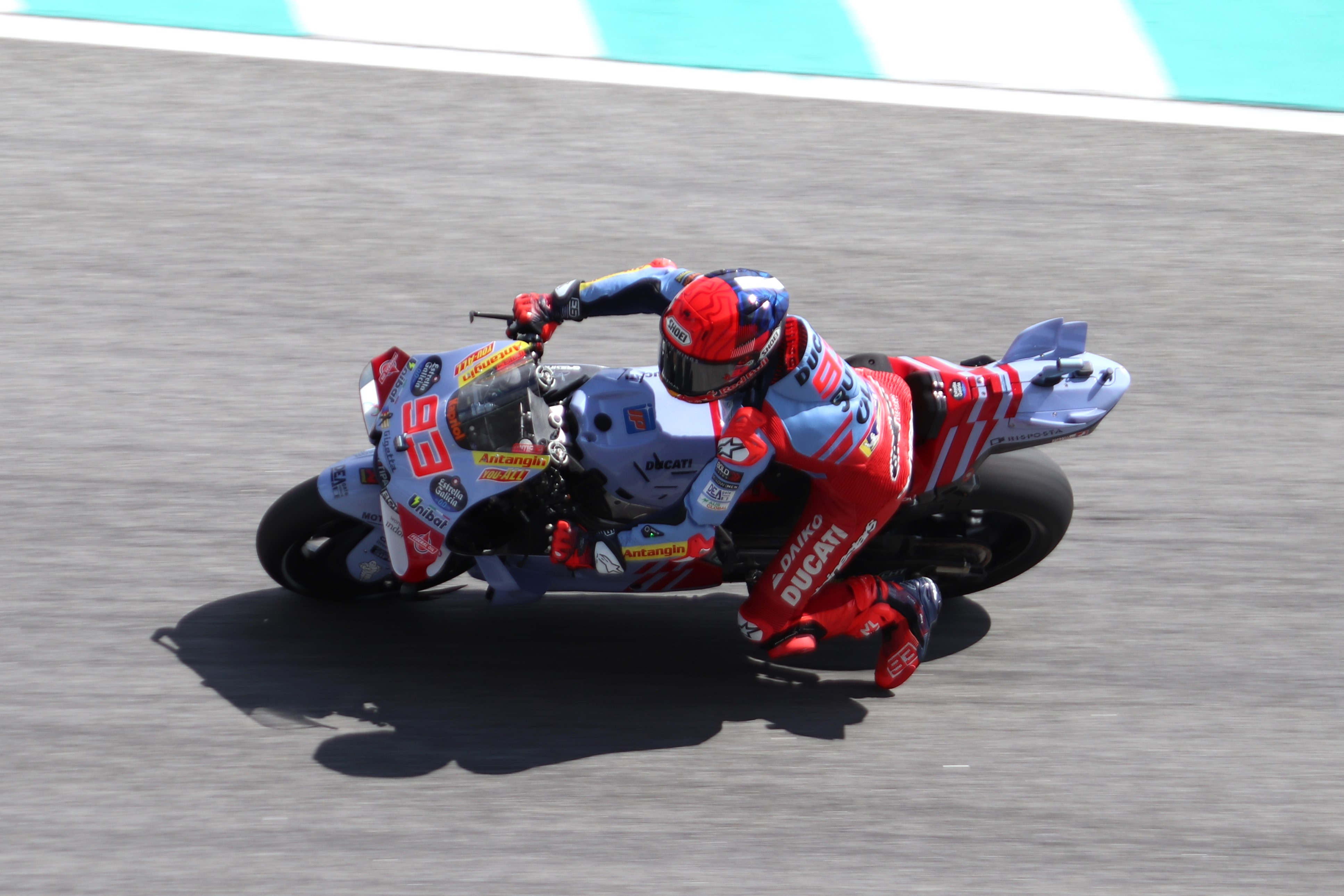
Desmosedici GP23 von Marc Márquez

## Technische Daten
Technische Daten, insbesondere Leistungsdaten, sind immer nur Schätzwerte, da Ducati, wie alle anderen Hersteller, für ihren MotoGP–Prototypen keine offiziellen Leistungsdaten angibt. 
| Ducati Desmosedici            | GP6 | GP11 | GP12 | GP13 | GP25 |
| ----------------------------- | --- | --- | --- | --- | --- |
| Motor:                        | 90-Grad-V-4-Zylinder-Motor (Viertakt) mit Nasssumpfschmierung                                                       | 90-Grad-V-4-Zylinder-Motor (Viertakt) mit Nasssumpfschmierung                                                       | 90-Grad-V-4-Zylinder-Motor (Viertakt) mit Nasssumpfschmierung                                                       | 90-Grad-V-4-Zylinder-Motor (Viertakt) mit Nasssumpfschmierung                                                       | 90-Grad-V-4-Zylinder-Motor (Viertakt) mit Nasssumpfschmierung                                                                                   |
| Hubraum:                      | 989 cm³ | 799 cm³ | 1000 cm³ | 1000 cm³ | 1000 cm³ |
| Bohrung × Hub:                | ? × ? mm | ? × ? mm | 81 mm × ? mm | 81 mm × ? mm | 81 mm x ? mm |
| Leistung bei 1/min:           | 195 kW (262 PS) bei 16900                                                                                           | 170 kW (230 PS) bei 19000                                                                                           | 170 kW (230 PS) bei ?                                                                                               | 175 kW (235 PS) bei ?                                                                                               | 220 kW (300 PS) |
| Max. Drehmoment bei 1/min:    | 100 Nm bei 14000 | 100 Nm bei ? | | | ca. 150 Nm |
| Verdichtung:                  | 14,0 : 1 | | | | |
| Ventilsteuerung:              | vier obenliegende Nockenwellen (zwei je Zylinderreihe) desmodromisch über Zahnräder gesteuert                       | vier obenliegende Nockenwellen (zwei je Zylinderreihe) desmodromisch über Zahnräder gesteuert                       | vier obenliegende Nockenwellen (zwei je Zylinderreihe) desmodromisch über Zahnräder gesteuert                       | vier obenliegende Nockenwellen (zwei je Zylinderreihe) desmodromisch über Zahnräder gesteuert                       | vier obenliegende Nockenwellen (zwei je Zylinderreihe) desmodromisch über Zahnräder gesteuert                                                   |
| Elektronik                    | Elektronische Einheits–ECU Typ IPS-160 von Magneti Marelli                                                          | Elektronische Einheits–ECU Typ IPS-160 von Magneti Marelli                                                          | Elektronische Einheits–ECU Typ IPS-160 von Magneti Marelli                                                          | Elektronische Einheits–ECU Typ IPS-160 von Magneti Marelli                                                          | Elektronische Einheits-ECU Typ Typ BAZ-340 von Magneti Marelli                                                                                  |
| Kühlung:                      | Flüssigkeitskühlung                                                                                                 | Flüssigkeitskühlung                                                                                                 | Flüssigkeitskühlung                                                                                                 | Flüssigkeitskühlung                                                                                                 | Flüssigkeitskühlung |
| Kraftstoff                    | Shell Racing V-Power                                                                                                | Shell Racing V-Power                                                                                                | Shell Racing V-Power                                                                                                | Shell Racing V-Power                                                                                                | Shell Racing V-Power |
| Getriebe:                     | Ducati Seamless Getriebe, 6-Gang-Kassettengetriebe                                                                  | Ducati Seamless Getriebe, 6-Gang-Kassettengetriebe                                                                  | Ducati Seamless Getriebe, 6-Gang-Kassettengetriebe                                                                  | Ducati Seamless Getriebe, 6-Gang-Kassettengetriebe                                                                  | Ducati Seamless Getriebe, 6-Gang-Kassettengetriebe                                                                                              |
| Sekundärantrieb               | Kette | Kette | Kette | Kette | Kette |
| Bremsen:                      | VA: zwei 320-mm-Carbon-Keramik-Bremsscheiben, 4-Kolben-Festsättel HA: 210-mm-Stahlbremsscheibe, 2-Kolben-Festsattel | VA: zwei 320-mm-Carbon-Keramik-Bremsscheiben, 4-Kolben-Festsättel HA: 210-mm-Stahlbremsscheibe, 2-Kolben-Festsattel | VA: zwei 320-mm-Carbon-Keramik-Bremsscheiben, 4-Kolben-Festsättel HA: 210-mm-Stahlbremsscheibe, 2-Kolben-Festsattel | VA: zwei 320-mm-Carbon-Keramik-Bremsscheiben, 4-Kolben-Festsättel HA: 210-mm-Stahlbremsscheibe, 2-Kolben-Festsattel | VA: zwei 320/340/3555-mm-Carbon-Keramik-Bremsscheiben, Brembo GP4: 4-Kolben-Festsättel HA: Brembo 255-mm-Stahlbremsscheibe, 2-Kolben-Festsattel |
| Fahrwerk vorn:                | Öhlins invertierte 48-mm-Gabel                                                                                      | Öhlins invertierte 48-mm-Gabel                                                                                      | Öhlins invertierte 48-mm-Gabel                                                                                      | Öhlins invertierte 48-mm-Gabel                                                                                      | Upside-down-Gabel Öhlins, Außenrohre aus CFK, voll einstellbar                                                                                  |
| Fahrwerk hinten:              | Schwinge, Öhlins Stoßdämpfer, einstellbar für Vorspannung                                                           | Schwinge, Öhlins Stoßdämpfer, einstellbar für Vorspannung                                                           | Schwinge, Öhlins Stoßdämpfer, einstellbar für Vorspannung                                                           | Schwinge, Öhlins Stoßdämpfer, einstellbar für Vorspannung                                                           | Federbein Öhlins, einstellbar in Vorspannung und Dämpfung                                                                                       |
| Chassis:                      | Stahl-Gitterrohrrahmen                                                                                              | Rahmenlose Konstruktion mit Aluminium Hilfskopf                                                                     | Aluminiumrahmen | Aluminiumrahmen | Aluminiumrahmen mit Verkleidung aus CFK |
| Reifen/Felgen:                | VA und HA: 16,5-Zoll-Räder mit Bridgestone-Reifen                                                                   | VA und HA: 16,5-Zoll-Räder mit Bridgestone-Reifen                                                                   | VA und HA: 16,5-Zoll-Räder mit Bridgestone-Reifen                                                                   | VA und HA: 16,5-Zoll-Räder mit Bridgestone-Reifen                                                                   | VA und HA: 17 Zoll Magnesium Schmiedefelgen von Marchesini mit Michelin-Einheitsreifen                                                          |
| Trockengewicht (FIM-Reglment) | 148 kg | 150 kg | 157 kg | 160 kg | 157 kg |
| Höchstgeschwindigkeit:        | ? km/h | 330 km/h | 330 km/h | 330 km/h | > 350 km/h |

## Erfolge

### Weltmeisterschaften
| Fahrer            | Jahr(e)    |
| ----------------- | ---------- |
| Casey Stoner      | 2007       |
| Francesco Bagnaia | 2022, 2023 |
| Jorge Martín      | 2024       |

| Team                 | Jahr(e)                |
| -------------------- | ---------------------- |
| Ducati Marlboro Team | 2007                   |
| Ducati Lenovo Team   | 2020, 2021, 2022, 2024 |
| Prima Pramac Racing  | 2023                   |

| Jahre           |
| --------------- |
| 2007, 2020–2024 |